# Мультатули, Пётр Валентинович
Пётр Валенти́нович Мультату́ли (17 ноября 1969, Ленинград, РСФСР, СССР) — российский публицист и историк, биограф Николая II. Автор книг и статей о правлении императора Николая II, публикаций о падении российской монархии, написанных в русле конспирологии. Доктор исторических наук (2025), профессор (с 2023) кафедры истории Московского государственного университета технологий и управления имени К. Г. Разумовского (ПКУ). Член Императорского православного палестинского общества.

## Биография
Родился 17 ноября 1969 года в Ленинграде. Отец — Валентин Мультатули. Мать — Наталия Мультатули (урождённая Ануфриева), родилась в Париже; из семьи эмигрантов первой волны; в 1957 году вернулась с родителями в СССР; редактор и переводчик многих французских книг и отдельных текстов по искусствоведению и истории. Пётр Мультатули — правнук Ивана Харитонова, старшего повара императорской кухни, убитого вместе с царской семьёй в доме Ипатьева в ночь с 16 на 17 июля 1918 года. По материнской линии праправнук генерал-майора П. Г. Беллика, участника Кавказской войны, назначенного императором Александром II начальником Чечни и Грозненским городским головой. Именем П. Г. Беллика в Грозном назван мост через Сунжу.
В 1991 году окончил Российский государственный педагогический университет имени А. И. Герцена, факультет истории.
Работал учителем истории в средней школе, затем следователем и оперуполномоченным уголовного розыска, в дирекции по безопасности ГУП ТЭК СПб.
На одном из экземпляров книги «Свидетельствуя о Христе до смерти», вышедшей в 2007 году, патриарх Алексий II написал:

Отрадно получить такой труд от Вас, правнука Ивана Михайловича Харитонова, который был одним из преданных слуг Государя Святого Страстотерпца Николая II. Надеюсь, Ваше исследование станет еще одним шагом на пути установления исторической правды и восстановления памяти нашего народа о трагических событиях лихолетья, а также и послужит оживлению интереса к духовной сути подвига императора и его семьи и близких ему людей.
В 2007 году совместно с Еленой Чавчавадзе принял участие в качестве соавтора сценария в создании документального фильма «Штурм Зимнего. Опровержение», снятого к 90-летию Октябрьской революции.
В 2008 году по сценарию Петра Мультатули был снят документальный фильм «Николай II. Сорванный триумф», получивший диплом 1-й степени на кинофестивале «Радонеж» (Москва). Премьера фильма состоялась 20 января 2009 года на телеканале ВГТРК.
С 2010 по 2016 годы являлся научным сотрудником Российского института стратегических исследований.

Удержаться в Институте могли лишь те, кто разделял крайне монархические взгляды директора. Фаворитом Решетникова стал некто Петр Мультатули, все заслуги которого в области стратегических исследований состояли в том, что его прадед был поваром Николая II. Всякая попытка возражать фавориту пресекалась в грубой форме и могла иметь тяжелые последствия вплоть до увольнения, невзирая на прошлые заслуги сотрудника.
В 2010 году стал одним из учредителей и активным участником Фонда «Возвращение», ратующего за возвращение исторических нравственных традиций и ценностей, в том числе названий, праздников и памятников, существовавших в России до 1917 года и отвергнутых за годы советской власти.
31 мая 2011 года в Саратовском государственном социально-экономическом университете под научным руководством кандидата исторических наук Леонида Решетникова защитил диссертацию на соискание учёной степени кандидата исторических наук по теме «Император Николай II во главе действующей армии: военно-политические вопросы управления государством (Август 1915 — март 1917 гг.)» (специальность 07.00.02 — Отечественная история). Официальные оппоненты — доктор исторических наук Владимир Лавров и кандидат исторических наук Аркадий Лапшин. Ведущая организация — Саратовский государственный технический университет.
До декабря 2016 года работал начальником сектора анализа и оценок Российского института стратегических исследований.
Пётр Мультатули убеждён, что останки, захороненные в Петропавловской крепости как останки царской семьи, не являются подлинными.
В ноябре 2013 года Мультатули наряду с Александром Бохановым, Константином Малофеевым, Леонидом Решетниковым, Михаилом Смолиным и другими подписал обращение к президенту Путину с призывом закрепить в Конституции Российской Федерации особую роль православия.
4 марта 2025 года в Дипломатической академии МИД РФ защитил диссертацию на соискание учёной степени доктора исторических наук по теме «Проблема формирования и реализации внешней политики Российской империи в период царствования императора Николая II (1894—1917 гг.)» (специальность 5.6.7 — История международных отношений и внешней политики). Научный консультант: доктор исторических наук, профессор Татьяна Каширина, официальные оппоненты — доктор исторических наук Игорь Крючков, доктор исторических наук Александр Колесников и доктор исторических наук Владимир Литвинов. Ведущая организация — Рязанский государственный университет имени С. А. Есенина.

## Оценки
Историк Е. В. Пчелов обращает внимание, что Мультатули в книге «Николай II. Отречение, которого не было» подменяет локальный вопрос об истории экземпляров отречения Николая II глобальным общеисторическим выводом о масштабной фальсификации, попутно обвиняя в подлоге авторов практически всех источников об этом событии. К сходному заключению приходит и историк Р. Ш. Ганелин. По его мнению, автор использует в своих целях разнообразные источники (включая весьма «одиозных» сочинителей) без оценки их достоверности, при этом на основании мелких естественных разночтений объявляет все свидетельства современников лжесвидетельствами, а дневник и переписку царя считает сфальсифицированными. Это, однако, не мешает ему использовать данные «лжесвидетельства» в своих целях. По мнению Ганелина, Мультатули широко оперирует своими догадками о тайных замыслах Антанты и «американских банкиров», а его идея о том, что к концу 1916 года Первая мировая война превратилась в войну «всех против России» (проявлением этой войны стала, в частности, Февральская революция) является «карикатурной» и не имеет никаких документальных подтверждений. Автор ряда публикаций по истории Первой мировой войны Юрий Бахурин в своей рецензии книги критикует недобросовестный подход автора к выбору источников и констатирует наличие множества ошибок в изложении событий.
С другой стороны, на презентации книги историк Владимир Лавров отметил творческие способности и мужество Мультатули, которое позволило ему «пойти против общепринятых версий». Доктор исторических наук, главный специалист РГАСПИ Л. А. Лыкова, участвовавшая в подготовке книги, считает что в ней собраны серьёзные доказательства того, что отречение Николая II было сфальсифицировано. Журналист-международник Александр Юрьев считает, что автору удаётся развенчать миф о «слабохарактерном» и «непоследовательном» Николае II.
Историк А. В. Шубин отмечает, что Мультатули, введя в научный оборот множество интересных документов, интерпретирует их в интересах своей жёстко идеологизированной монархической схемы. В частности, в книге «Император Николай II и заговор 17-го года» он делает алогичное заключение о том, что если генерал Маниковский в 1918 году перешёл на службу в РККА, то значит уже в феврале 1917 года он был связан с большевиками. В этой же книге автор «вычисляет» некое «Бродвейское сообщество», состоящее из американских банкиров, а также глав иудейских и космополитичных тайных обществ. При этом никаких первичных источников об участии этой структуры в организации Февральской революции П. В. Мультатули не приводит, а определение круга политиков, якобы получавших указания «из зарубежного центра» квалифицировано Шубиным как «чистая конспирология».
Конспирологическим обоснованием парадоксальной мысли Шубин называет идею из книги «Внешняя политика императора Николая II (1894—1917 гг.)» о том, что со второй половины 1916 года целью английской политики стало расчленение России, в частности чтобы воспрепятствовать её выходу к Индии.
Историк С. М. Исхаков приводит работу Мультатули «Император Николай II и мусульмане» в качестве примера «монархизации образа российского мусульманства», ставя под сомнения утверждения автора о верности подавляющего большинства мусульман российскому престолу.
В книге публицистов А. И. Колпакиди и Г. Потапова «Николай II. Святой или кровавый?» приводится мнение, что использованное Мультатули сообщение о приказе Шиффа ликвидировать царскую семью является «газетной уткой». Схожим образом отзывается о достоверности этого эпизода и глава фонда памяти новомучеников императорского дома Романовых, доктор юридических наук Юрий Жук, в целом давая негативную оценку деятельности Мультатули по отстаиванию версии «ритуального убийства Царской семьи».
Историк В. М. Хрусталёв подверг критике версию Мультатули об обстоятельствах убийства царской семьи.
Кинорежиссёр Никита Михалков, представляя книгу Мультатули «Противостояние „Утомленным солнцем“. Кто ведет войну с фильмами Никиты Михалкова», отметил, что проведённое автором исследование «местами конспирологическое», но книга очень любопытна и отвечает на многие вопросы.
Историк Л. В. Ланник относит работы Мультатули к откровенно публицистическим книгам «авторы которых тщатся раскрыть очередные коварные замыслы (в основном «Запада», схватившегося в той войне сам с собою), реабилитировать Николая II как полководца (!) и национального лидера».

## Публикации
- Забытая война: Россия и Германия в первой мировой войне 1914—1918. — СПб.: ТЦ «Борей-АРТ», 1998. — 161 с. — 1000 экз. — ISBN 5-7189-0255-1.
- Господь да благословит решение мое… Император Николай II во главе действующей армии и заговор генералов. — СПб.: Сатисъ, 2002. — Тираж 4000[31]
- Строго посещает Господь нас гневом своим…: Император Николай II и революция 1905—1907 гг.. — СПб.: Держава:Сатисъ, 2003. — 384 с. — 4000 экз. — ISBN 978-5-7868-0099-0.[32]
- Свидетельствуя о Христе до смерти… Екатеринбургское злодеяние 1918 года: новое расследование. — М.: Форум, 2006. — 788 с. — 3000 экз. — ISBN 978-5-89747-066-2.[33]
- Жизнеописание новомученика царского повара Иоанна Харитонова, убиенного 4 / 17 июля 1918 г. в Ипатьевском доме в Екатеринбурге / сост. Петр Мультатули. — СПб.: Леушское изд-во, 2006. — 27, c. — Тираж 5000: — (Петербургский патерик).
- Николай II. Правда против лжи. — СПб.: АСТ, Астрель, 2008. — 477 с. — 4000 экз.[34]
- Внешняя политика императора Николая II (1894—1917). — М.: ФИВ, 2012. — 872 стр. — Тираж 1500 экз. — ISBN 5-91862-010-6
  - Внешняя политика Императора Николая II 1894—1917 гг. : этапы, достижения, итоги. — 2-е изд., испр. и доп. — Москва : Двухглавый орёл : Изд-во М. Б. Смолина (ФИВ), 2019. — 717 с. — (Серия «Двухглавый орёл» / Общество развития русского исторического просвещения). — ISBN 978-5-91862-056-4 — 1000 экз.
- Николай II. Дорога на голгофу. — М.: АСТ, Астрель, 2010. — 637 стр. — Тираж 3000 экз. — ISBN 978-5-17-061688-6
- Николай II. Отречение, которого не было. — М.: АСТ, Астрель, 2010. — 640 стр. — Тираж 3000 экз. — ISBN 978-5-17-064144-4, 978-5-271-26340-8[35]
- Мифы и правда о российском императоре Николае II. — Екатеринбург: Изд-во Храма-Памятника на Крови во Имя Всех Святых, 2011.
- «Ледокол» для Наполеона. Лживый миф о «превентивной войне» 1812 г. — М.: Российский институт стратегических исследований, 2012. — Тираж 750 экз. — ISBN 978-5-7893-0151-7
- Кругом измена, трусость и обман. Подлинная история отречения Николая II. — М.: Астрель, 2012. — 443 стр. — Тираж, 2000 экз. — ISBN 5-271-44514-3, ISBN 978-5-271-44514-9
- Император Николай II и мусульмане. — М.: Российский институт стратегических исследований, 2013. — 53 стр. — ISBN 978-5-7893-0161-6
- Император Николай II. Крестный путь. Книжная серия РИСИ. — М.: ФИВ 2013. — 747 стр. — Тираж 1500 экз. — ISBN 978-5-91862-018-2
- Крестный путь Царской Семьи. Екатеринбургская голгофа. — М.: Вече, 2013. — 448 с.: ил. — Тираж 3000 экз. — ISBN 978-5-4444-0948-0
- Император Николай II и заговор 17-го года. Как свергали монархию в России. — М.: Вече. 2013. — 432 с. — 3000 экз. — ISBN 978-5-4444-1020-2
- Голгота царске породице. — Београд: Евро-Ћунти. 2014. — 456 с. — 2000 экз. — ISBN 978-86-505-2579-1
- «Дай Бог, только не втянуться в войну!» Император Николай II и предвоенный кризис 1914 года. Факты против мифов. — М.: Российский институт стратегических исследований. 2014. — 252 с. — 1000 экз. — ISBN 978-5-7893-0208-8
- Противостояние «Утомленным солнцем»: кто и зачем ведет войну с фильмами Никиты Михалкова. — Москва : Эксмо, 2015. — 189 с. — (Михалков Никита. Книги знаменитого актёра и режиссёра). — ISBN 978-5-699-79561-1
- Священное имя русской Пруссии. — Москва : РИСИ, 2015. — 98 с. — ISBN 978-5-7893-0248-4 — 500 экз. (соавтор: Л. М. Воробьёва)
  - Священное имя русской Пруссии. — Москва : Изд-во М. Б. Смолина (ФИВ), 2020. — 98 с. — (Серия «Двуглавый орёл»). — ISBN 978-5-91862-065-6 — 1000 экз. (соавтор: Л. М. Воробьёва)
- Русско-японская война, 1904—1905 гг. — Москва : РИСИ, 2015. — 815 с. — (Книжная серия РИСИ / Российский ин-т стратегических исслед.). — ISBN 978-5-7893-0215-6 (соавтор: К. А. Залесский)
- Использование либерально-буржуазной оппозицией военно-политической ситуации в Российской империи в 1915—1917 гг. для захвата власти. Последствия и уроки. — Москва : РИСИ, 2015. — 44 с. — ISBN 978-5-7893-0238-5 — 500 экз.
- Великая Отечественная война: победа духа и традиции; Рос. ин-т стратег. исслед. — Москва : Издательство Российского института стратегических исследований, 2016. — 180 с. (Книжная серия РИСИ). — ISBN 978-5-7893-0252-1. (в соавторсве с А. З. Музафаровым)
- «Убийство Царской Семьи. Следствие не окончено… (Соколов против Юровского)». — М.: Вече. 2016. — 254 с. — 2000 экз. — ISBN 978-5-4444-4957-8
- «Император Николай II. Человек и монарх». — М.: Вече, 2016. — Серия: лучшие биографии. — 734 с. — 2500 экз. — ISBN 978-5-4444-1021-9
  - Император Николай II. Человек и монарх. — Москва : Вече, 2018. — 734 с. — (Лучшие биографии). — ISBN 978-5-4444-6610-0 — 1500 экз.
- «Император Николай II. Мученик». — М.: Вече, 2016. — Серия: лучшие биографии. — 679 с. — 2500 экз. — ISBN 978-5-4444-4425-2
  - Император Николай II мученик. — Москва : Вече, 2018. — 678 с. — (Лучшие биографии). — ISBN 978-5-4444-6611-7 — 1500 экз.
- Убийство царской семьи: следствие не окончено…. — Москва : Вече, 2016. — 253 с. — (Мифы и правда истории). — ISBN 978-5-4444-4957-8 — 2000 экз.
- Россия в Эпоху Царствования Императора Николая II Благочестивого. К столетию клятвопреступного бунта и обретения иконы Божией Матери Державной. — Москва : Русский издательский центр им. святого Василия Великого, 2017. — ISBN 978-5-4249-0046-1
- Император Николай II. Екатеринбургская голгофа. — Москва : Общество развития русского исторического просвещения «Двуглавый орёл» : Изд-во М. Б. Смолина (ФИВ), 2018. — 527 с. — (Серия «Двуглавый орёл»). — ISBN 978-5-91862-053-3 — 1000 экз.
  - Император Николай II. Екатеринбургская Голгофа. — Москва : Вече, 2020. — 415 с. — (Царский венец). — ISBN 978-5-4484-1645-3 — 800 экз.
- Император Николай II : отречения не было. — Москва : Вече, 2019. — 190 с. — ISBN 978-5-4484-1554-8 — 1000 экз.
- Император Николай II. «Цветная жизнь была …». — Москва : Вече, 2019. — 191 с. — ISBN 978-5-4484-1015-4 — 1500 экз.
- Император Николай II : трагедия непонятого Самодержца. — Москва : Вече, 2020. — 526 с. — ISBN 978-5-4484-2063-4 — 1000 экз.

- Доклад историка Петра Мультатули на конференции «Император Николай II: государственный деятель, политик, семьянин (к 90-летию Екатеринбургской трагедии)» // Интерфакс-Религия. — 2008.
- Одиночество власти, или Кризис как оправдание измены // Правая.ру, 15 декабря 2008
- Осмысление Распутина впереди // Сегодня.ру 2010.
- Следственном комитете потеряли Свердлова // Сегодня.ру, 20 июня 2010.
- Великий подвиг святого Царя // Русский дом. 2012
- Редиска наоборот. Куда ведёт Изборский клуб?, 2013.
- [http://www.aif.ru/society/article/53707 Расстрел царской семьи. Приказ о нём мог прийти из Америки? // Аргументы и факты. 27 мая 2013
- Ответ лжецам. 2013.
- Мы сошли со своего пути // АПИ. 22 июля 2013.
- Обретение Руси изначальной // РИСИ, 02.04. 2014.
- Кто боится возрождения Русского Мира? // РИСИ, 10 июня 2014
- Герои и предатели Русского мира // РИСИ, 21 июля 2014.
- «Редиска наоборот». Куда ведёт Изборский клуб? // «Православный» сталинизм. Вопросы и ответы / сост. К. Б. Грамматчиков. — М.: РИСИ, 2016. — С. 180—204. — 322 с. — 3000 экз. — ISBN 978-5-906549-59-4.

журнальные публикации
- Генерал Власов — история предательства // Российский институт стратегических исследований. Коллаборационизм и предательство во Второй мировой войне. Власов и власовщина. — М., 2010. — С. 133.
- К вопросу о характере для России Первой мировой войны // Власть. 2011. — № 4. — С. 124.
- Свержение монархии в России: духовно-нравственные причины и последствия // Российский институт стратегических исследований. Проблемы национальной стратегии. № 2, 2011.
- Мрачная легенда о России итальянца Д. Лосурдо // Российский институт стратегических исследований. Проблемы национальной стратегии. № 4, 2011. — С. 195.
- Император Николай II и П. А. Столыпин: Правда и мифы о взаимоотношениях // Власть. — 2012. — № 1. — С. 167—173.
- Россия встань и возвышайся! // Российский институт стратегических исследований. Проблемы национальной стратегии. 2012. — № 2. (соавтор: Решетников Л. П.)
- Император Николай II и мусульмане // Проблемы национальной стратегии. — 2013. — № 4 (19). — С. 169—188.
- Тупик «сталинизма» // Проблемы национальной стратегии. — 2014. — № 1 (22). — С. 211—220.
- Император Николай II и кайзер Вильгельм: кто кого переиграл в Бьёрке? (осень 1904 — лето 1905) // Проблемы национальной стратегии. 2014. — № 6 (27). — С. 160—173
- Основы внешней политики императора Николая II накануне первой мировой войны и её мифологизация // Проблемы национальной стратегии. 2015. — № 1 (28). — С. 192—204.
- Новые подходы к изучению истории Русско-японской войны 1904—1905 гг. // Проблемы национальной стратегии. 2015 — № 2 (29). — С. 52-76 (в соавторстве с К. А. Залесским)
- «Уничтожить германский милитаризм». Император Николай II и секретные договоренности с западными союзниками (1914—1917) // Свободная мысль. 2015. — № 1 (1649). — С. 165—174.
- Император Николай II и франко-русский союз: начало и конец «медового месяца». 1894—1903 гг. // Вестник Воронежского государственного университета. Серия: история, политология, социология. 2017. — № 1. — С. 68-72.
- Император Николай II и внешняя политика: этапы, достижения и итоги // Международная жизнь. — 2017. — № 4. — С. 163—174.
- Российская империя и западные союзники в годы Первой мировой войны: от попыток военной изоляции до участия в Февральском перевороте 1917 года // Международная жизнь. — 2022. — № 2. — С. 104—121.
- В схватке с революционным террором. 1905—1907 гг // Защитники русской государственности XVII—XX веков в портретах и событиях : Сборник статей / Под редакцией Л. П. Решетникова. — Москва : Некоммерческий благотворительный фонд «Наследие», 2022. — С. 133—154.